# Арион Аслани
Арион Аслани (Београд, 1. септембар 1980) је српски сликар.

## Биографија
Рођен је 1. септембра 1980. у уметничкој фамилији у Београду. Дипломирао је сликарство на Факултету ликовних уметности Универзитета уметности у Београду 2005. године. Излагачку активност је започео 2001, учествовао је у преко двеста позоришних представа и уметничких перформанса од 1991. у земљи и по међународним позоришним фестивалима у иностранству. Његов стваралачки ангажман се везује за многе невладине организације. Сарађивао је са глумцима, редитељима и културним институцијама као што су позориште „Бошко Буха”, Југословенско драмско позориште, Народно позориште, позориште „Душко Радовић”, Белеф, Битеф, Стеријино позорје, Дом омладине и Студентски културни центар. Од 2007. године је члан Удружења ликовних уметника Србије, од 2008. има статус слободног уметника.